# Heinrich Ludwig Lattermann

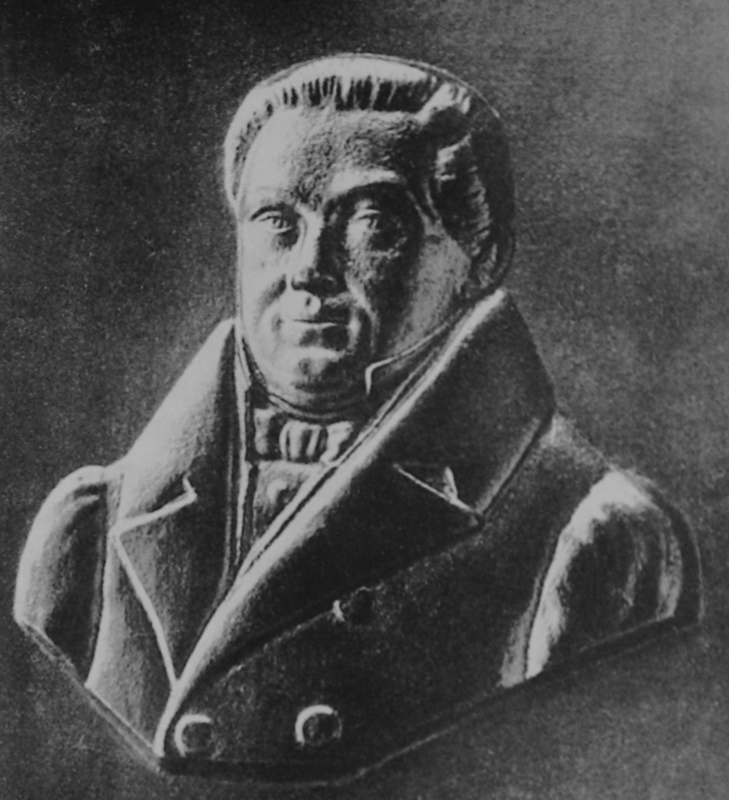
Heinrich Ludwig Lattermann

Heinrich Ludwig Lattermann (* 9. Dezember 1776 in Leipzig; † 4. Februar 1839) war ein deutscher Unternehmer und Politiker.

## Leben
Heinrich Ludwig Lattermann war der Sohn von Gottlieb Immanuel Lattermann, seit 1797 Besitzer der Hammerwerke im vogtländischen Tannenbergsthal sowie in Morgenröthe. Nach dem Besuch des Gymnasiums in Bautzen nahm Heinrich Ludwig Lattermann ein Studium an der Bergakademie Freiberg auf. Zu seinen Kommilitonen zählte u. a. Christian Friedrich Brendel, der spätere Maschinendirektor des sächsischen Bergbaus. Nach Beendigung des Studiums übernahm Lattermann die Leitung der väterlichen Hammerwerke. 1811 kaufte er zusätzlich das Hammerwerk Rautenkranz. Zu den bekanntesten Produkten der Lattermannschen Eisenwerke zählen die Themisstatue auf dem Turm des Rathauses in Zeulenroda und das von Brendel für die Antonshütte geschaffene Schwarzenberg-Gebläse.
Lattermann war Bergkommissionsrat und saß ab 1833 als Abgeordneter des Handels und des Fabrikwesens in der II. Kammer des Sächsischen Landtags. Die Hammerwerke wurden von seinen Söhnen Robert und Hermann, der zwischen 1851 und 1855 ebenfalls sächsischer Landtagsabgeordneter war, übernommen.